# Ошнауши
Ошнауши — река в России, протекает по Чебоксарскому району Чувашской Республики. Левый приток реки Унги.

## География
Река Ошнауши берёт начало у деревни Пархикасы. Течёт на юг по открытой местности. На реке устроено несколько прудов. Устье реки находится у деревни Чиганары в 42 км от устья Унги. Длина реки составляет 11 км, площадь водосборного бассейна — 33,2 км².

## Данные водного реестра
По данным государственного водного реестра России относится к Верхневолжскому бассейновому округу, водохозяйственный участок реки — Цивиль от истока и до устья, речной подбассейн реки — Волга от впадения Оки до Куйбышевского водохранилища (без бассейна Суры). Речной бассейн реки — (Верхняя) Волга до Куйбышевского водохранилища (без бассейна Оки).
Код объекта в государственном водном реестре — 08010400412112100000223.